# Thilo Sarrazin
Thilo Sarrazin   (Gera, 12 de febrer de 1945) és un economista, autor i polític alemany. És conegut per la seva defensa d'hipòtesis controvertides arran d'una varietat de temes polítics, les quals han encetat diversos debats en la societat alemanya. Per exemple, va arribar a la fama actual gràcies al seu best-seller Deutschland schafft sich ab (Alemanya es desfà), en el qual, entre altres coses, expressa la seva preocupació pel desenvolupament demogràfic a Alemanya.
Sarrazin va ser membre de l'SPD del 1973 al 2020. L'31 de juliol de 2020, com a resultat de conflictes ideològics, va quedar exclòs del partit. Abans de començar la carrera d'escriptor, havia estat membre de la junta del Banc Federal Alemany, fins al 2010.

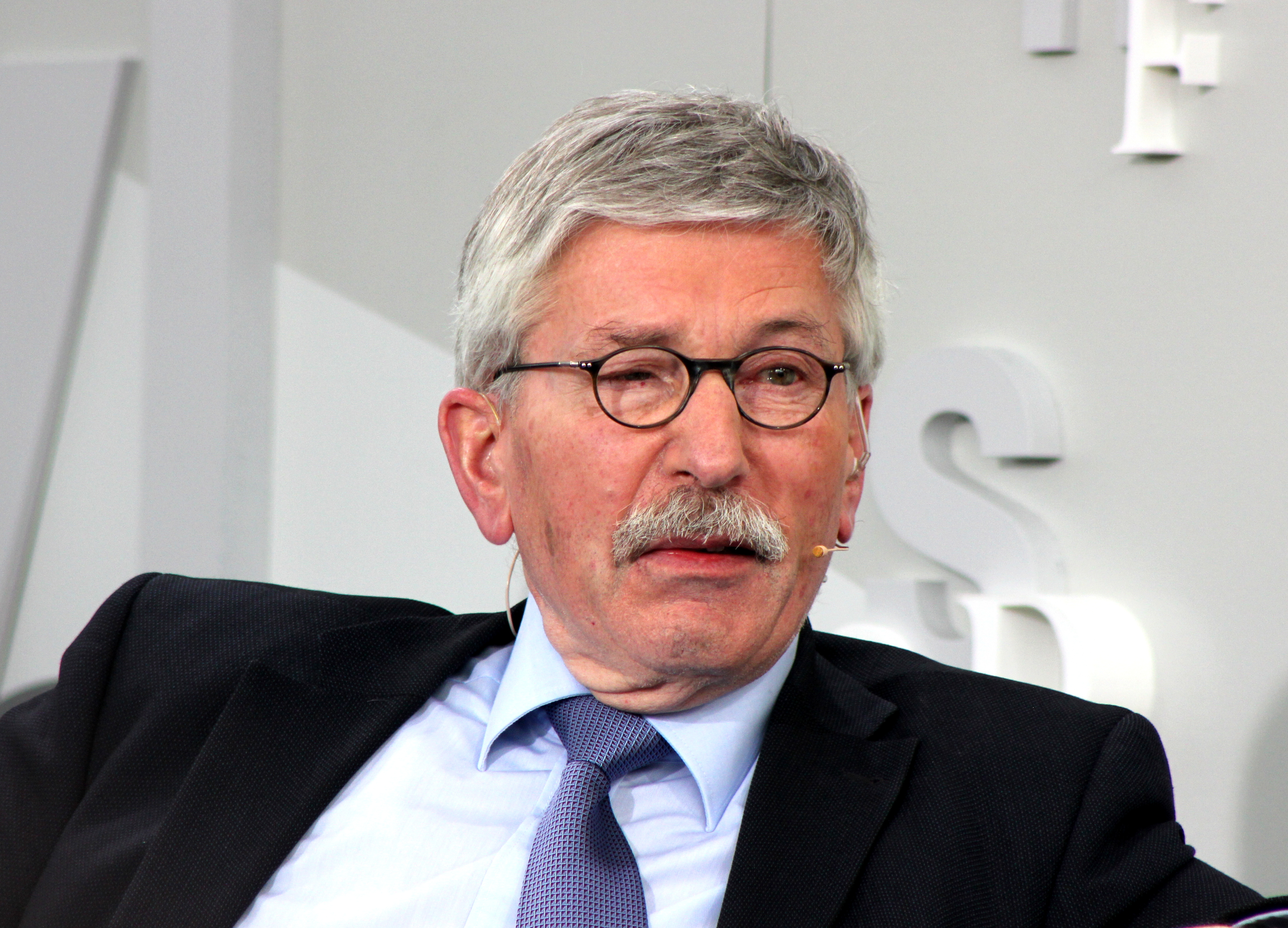
Thilo Sarrazin en el 2014

## Opinions polítiques

### Política fiscal
Al maig del 2012, en plena crisi de la zona euro, va opinar que Europa podria existir prou bé sense moneda compartida. L'euro només funcionaria a llarg termini si els altres països europeus s'assimilessin a Alemanya quant al seu comportament econòmic. Segons Sarrazin, la introducció de l'euro va ser un error i "un acte d'engany polític".

### Immigració
A principis del 2018, Sarrazin va ser un dels primers a signar la Gemeinsame Erklärung 2018 (Declaració Conjunta del 2018, un manifest creat per un grup d'autors, científics i artistes majoritàriament vinculats a l'Alternativa per Alemanya). La declaració denuncia l'impacte negatiu de la "immigració massiva il·legal" a Alemanya i expressa solidaritat amb les persones que es manifesten pel restabliment de l'ordre a l'estat i a les seves fronteres. El grup de firmants de la declaració s'ha descrit com una aliança de conservadors, nacionalistes, partidaris de la Nova Dreta i teòrics de la conspiració.

## Polèmiques

### Consells per a beneficiaris de l'Hartz IV
Thilo Sarrazin va criticar el sistema de pensions a Alemanya, sobretot dels funcionaris. Va exigir una rebaixa de pensions i de costos causats pels funcionaris públics.
Centrant-se en la política regional de Berlín, Sarrazin va fer vàries propostes quant a la política social i de l'educació, sobretot va suggerir retalls del sistema social. En el 2008 va donar consells per als beneficiaris del subsidi d'atur, concretament, com es podien alimentar per menys de quatre euros al dia. Això va causar crítiques fortes per part de diverses organitzacions socials, entre elles la Càritas alemanya.
Thilo Sarrazin va afirmar que el sistema social s'havia de canviar perquè la gent deixés de tenir fills amb la intenció de millorar la pròpia situació social. Els únics que, segons ell, haurien de tenir fills són aquells que tenen prou recursos econòmics, i els polítics haurien de controlar això. En el 2009 va qualificar l'augment de les pensions com una mesura absurda.

### Entrevista aLettre International
En el 2009, la revista cultural Lettre International va publicar una entrevista amb Sarrazin. Ell hi va fer comentaris bastant radicals i polèmics sobre la política de Berlín quant a la immigració i l'economia. Segons ell, els problemes de la ciutat es deuen parcialment a la mateixa població berlinesa. A aquesta li falta elitisme; descriu els berlinesos com a "plebeus". A part d'això, va afirmar que la major part dels immigrants àrabs i turcs no estaven disposats (o ni tan sols capaços) d’integrar-se a la societat alemanya. Va criticar el nombre elevat de persones desfavorides i poc formades a Berlín i va dubtar que fos possible millorar la situació social dels quals.
Per això, en comptes d'ajudar a les classes baixes, Sarrazin es va mostrar a favor de donar suport a l'elit, mentre que al mateix temps proposa ignorar les classes socials més baixes per la seva "inutilitat econòmica". En aquest context va proposar, entre altres coses, la cancel·lació dels pagaments de transferència per a estrangers de la classe baixa. Va descriure els immigrants amb paraules bastant dures. Concretament, "els turcs" estaven aprofitant la seva alta natalitat per tal de "conquerir" Alemanya. Es va oposar a respectar les persones que no s'esforçaven a integrar-se, que vivien de l'estat sense valorar-lo, sense preocupar-se massa per l'educació dels seus fills i només "produint cada vegada més nenes amb hijab". Va afirmar que, a Berlín, un 70% de la població turca i fins i tot un 90% de la població originària de països àrabs vivien i pensaven exactament de la manera que Sarrazin no volia veure.
Després de rebre crítiques, però, es va disculpar, dient que no volia desacreditar cap grup ètnic. Per altra banda, altres el van aplaudir, per exemple Andreas Storr, un membre de l'NPD a Saxònia. Aquest va comentar que les propopstes de Sarrazin respecte a l'immigració massiva eren de les poques que realment tenien sentit. Storr va apreciar, sobretot, l'exclusió dels estrangers dels pagaments de transferències, perquè així s'estalviarien bastants diners i també previndria la formació de "bombolles d'immigrants" dintre d'Alemanya.
Les nombroses crítiques expressades com a reacció a l'entrevista es referien sobretot als aspectes d'odi i discriminació del pensament de Sarrazin. Per exemple, el periodista Arno Widmann va dir que Sarrazin no entenia els canvis que ha sofert Alemanya i que hi reaccionava de manera histèrica. A Christian Staas de la Zeit, les declaracions de Sarrazin li recorden a les teories antiquades de la biologia racial; segons Staas, les mesures proposades per Sarrazin quant a la política social i demogràfica s'assemblen a l'eugenèsia clàssica. Stephan Kramer, secretari general del Consell Jueu d'Alemanya, juntament amb el president de la comunitat turca Kenan Kolat, va qualificar les opinions expressades a l'entrevista de "pèrfides, infames i sedicioses". Segons aquests dos, les anàlisis de Sarrazin dels problemes de la classe baixa recorden a la terminologia nazi i la teoria dels "infrahumans". Per a Kolat, Sarrazin difon estigmes inhumans al marge de la legalitat.
Reiner Klingholz, director del Berlin-Institut für Bevölkerung und Entwicklung (Institut de la Població i del Desenvolupament a Berlín), va criticar la majoria de les afirmacions de Sarrazin, ja que no tenien cap prova estadística. Amb això es va referir principalment als immigrants turcs i àrabs i la seva suposada manca de disponibilitat a l'integració (70%/90%). Sarrazin va reaccionar dient que tampoc no hi havia proves que deien el contrari.
La Comissió Europea contra el Racisme i la Intolerància va trobar que les declaracions de Sarrazin s'assemblaven a les de Jean-Marie Le Pen, qui va haver de pagar una multa de 10.000 euros en el 2004 com a conseqüència de les seves incitacions racistes i xenòfobes. La Commissió també va denunciar la reacció inadequada de les autoritats alemanyes i del partit SPD davant de l'actitud de Sarrazin.

### Deutschland wird dümmer (Alemanya perd l'intel·ligència)
Al juny del 2010 Thilo Sarrazin va encetar una polèmica amb una altra tesi seva, segons la qual la mitjana d’intel·ligència a Alemanya estava disminuint a causa de la immigració de persones poc formades. Els immigrants de Turquia, l'Orient Mitjà i Àfrica tenien, segons ell, un nivell d'educació inferior quant als immigrants d'altres països. També va afegir que els immigrants tenien més fills que els alemanys, pel qual, la població mentalment "superior" s'estava convertint en minoria. És així perquè la intel·ligència es transmet genèticament, o com diu Sarrazin, amb una quota d'herència que arriba a uns 80%. Les seves tesis van ser criticades, entre d'altres, per la cancellera Angela Merkel.

### Alemanya es desfà

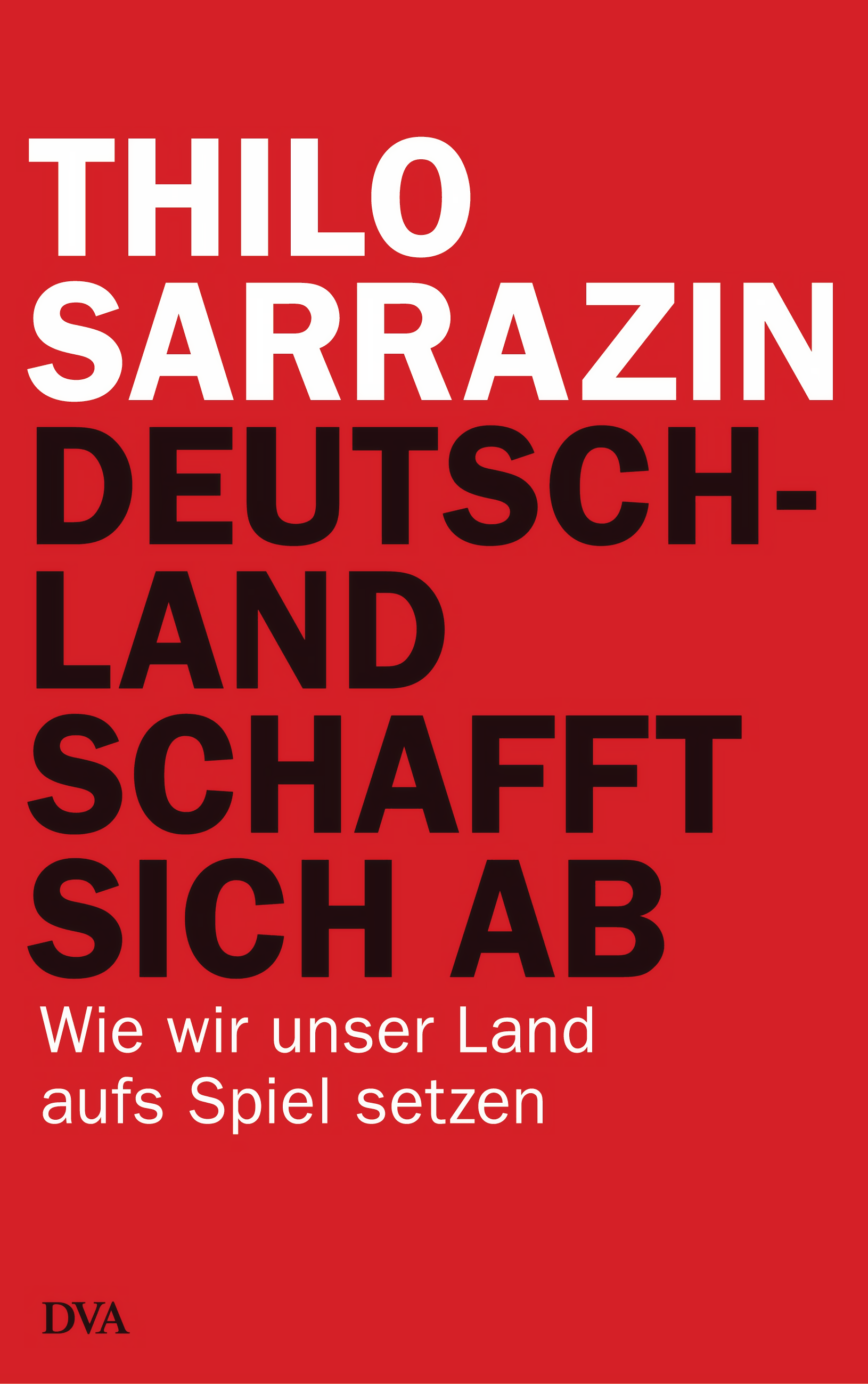
Deutschland schafft sich ab (Alemanya es desfà o Alemanya s'aboleix), edició original

A l'agost de 2010, Thilo Sarrazin va publicar el llibre Deutschland schafft sich ab (Alemanya es desfà). Hi descriu les conseqüències que pensa que resultaran de la combinació del descens de la natalitat entre la població ètnicament alemanya, el creixement de les classes baixes i la immigració de països majoritàriament islàmics.
Les tesis presentades en el llibre van atreure una considerable atenció mediàtica i política. Al voltant de la publicació, Sarrazin va aparèixer en diverses entrevistes. A la Berliner Morgenpost, per exemple, va respondre la pregunta si pensava que existia alguna cosa com una "identitat genètica" dels pobles. En aquest context, va afirmar que tots els jueus compartien un gen determinat. Això va causar bastantes expressions de desacord, com ara per part de Stephan Kramer, aleshores secretari general del Consell Central Jueu d’Alemanya. Kramer va criticar les afirmacions de Sarrazin, classificant la definició principalment biologística de la comunitat jueva com a racista. Sarrazin després va dir que es referia a investigacions genètiques recents que tractaven del poble jueu. En realitat, els estudis en qüestió demostren que els jueus d’arreu del món sí comparteixen certes característiques hereditàries, és a dir, realment tenen un mateix origen genètic. Aquest, però, ja no destaca gaire per estar fortament barrejat amb altres grups ètnics o etnogenètics. Sarrazin també va redactar una declaració escrita en la qual va enumerar la literatura que havia utilitzat (Nature i el American Journal of Human Genetics) i es va disculpar dels malentesos causats pel llenguatge imprecís. Al setembre del 2010, durant una entrevista a la televisió, fins i tot va retirar i penedir la seva afirmació que tots els jueus compartien un determinat gen. Es va justificar dient que havia estat a punt d’explicar que les diferències entre els migrants musulmans i els altres grups de migrants no tenien cap causa ètnica (en un sentit genètic), sinó que eren de naturalesa cultural. Pel que deia, només havia volgut assenyalar similituds genètiques generals sense concloure que existia una "identitat genètica", i només havia menciona els jueus per casualitat, per haver estat el primer exemple que se li havia acudit.
Un altre aspecte que es va criticar va ser la manera en la qual Sarrazin emprava i interpretava estadístiques; per exemple, per aparentment només citar aquelles que li convenien quant al seu contingut i missatge. Els psicòlegs Detlef Rost i Heiner Rindermann (citats per Sarrazin), però, van confirmar la dominació de factors genètics en la causa de la intel·ligència. Les tesis psicològiques del llibre també corresponen a la psicologia moderna. Per altra banda, Andreas Heinz, director de la Clínica de Psiquiatria i Psicoteràpia de la Charité de Berlín, va acusar Sarrazin d'haver presentat (amb els 80%) una quota d'herència de la intel·ligència massa alta, a causa d'una mala interpretació de la literatura científica. Segons Heinz, Sarrazin a més va ignorar els factors socials que podrien influenciar negativament la intel·ligència (com ara la pobresa), que per cert s'observen més sovint en la població immigrant. Heinz va afirmar més tard que Sarrazin havia oblidat o ignorat una nota a peu de pàgina que el va fer arribar a una conclusió errònia sobre la taxa d'herència, que segons la font emprada era del 52% i no del 82%, com va dir Sarrazin. A Heinz li va sorprendre que Rost i Rindermann, amb la seva classificació de les xifres com a correctes, no s'havien adonat d'aquest error bastant rellevant. Això, segons Heinz, pot haver estat causat o per la falta d'atenció o bé per un engany a propòsit.

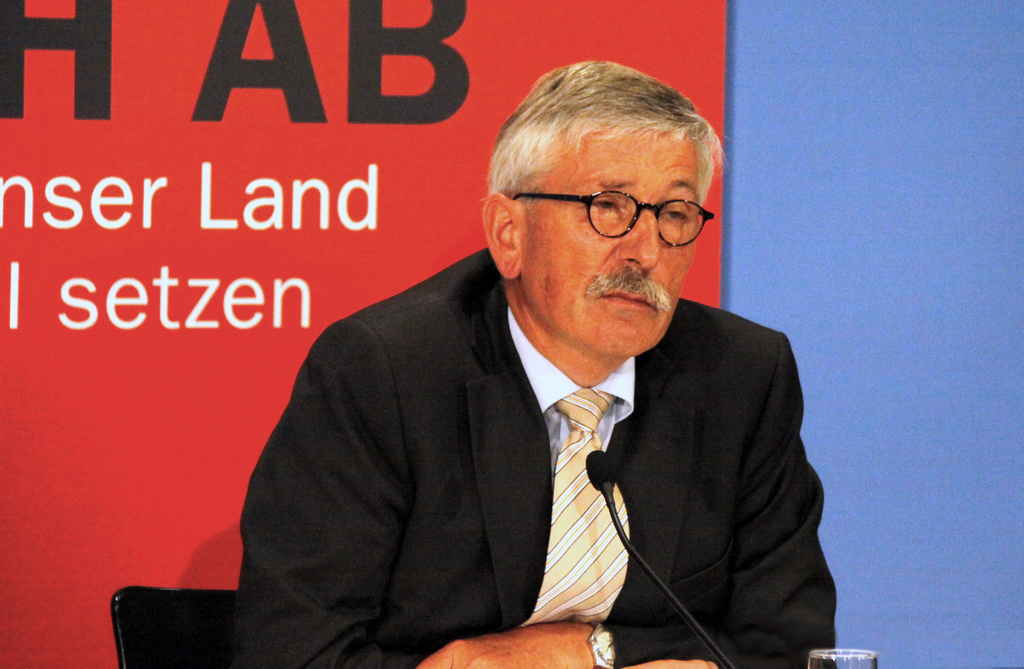
Sarrazin presenta el seu llibre.

Klaus Jürgen Bade, expert en temes de migració, va assenyalar els efectes del debat encetat per Sarrazin. Va causar, per una banda, un empitjorament de la imatge externa d'Alemanya, i per altra, una creixent desconfiança cap a la població immigrant segons enquestes. Bade va considerar que Sarrazin fingia ser una persona que només volia informar i dir la veritat sense por, però en realitat es dedicava a estorbar la convivència en una societat influenciada per la immigració.
Una anàlisi de mercat de Media Control va demostrar que Deutschland schafft sich ab figurava entre els llibres de no ficció més venuts (en forma enquadernada) des de la fundació de la República Federal d'Alemanya. A principis del 2012, se n’havien venut més d’1,5 milions d’exemplars. En els anys de 2010 i 2011, el llibre va ocupar el 1r lloc de la llista de bestsellers de l'Spiegel durant 21 setmanes.

### Aspectes d'eugenèsia i biologització
Les opinions que representa Sarrazin quant a la demografia alemanya i les mesures que proposa s'han descrit com a típics de l'eugenèsia política i de l'higiene racial (Niephaus, 2012).
Segons el sociòleg Peter Weingart, Thilo Sarrazin efectivament dona suport a idees properes a l'eugenèsia. S'ha comprovat que els conceptes bàsics de Deutschland schafft sich ab s'inspiren en les tesis de l'eugenèsic Francis Galton, que en la seva època intentava convèncer a les persones intel·ligents que tinguessin més fills per transmetre les seves capacitats mentals genèticament a les generacions futures. Per altra banda, no tots consideren el llibre tan clarament inclinat a l'eugenèsia o al racisme biològic com a tal. Segons aquest punt de vista, el problema no té tant a veure amb el contingut original de Sarrazin, sinó més amb les citacions i les fonts usades que sí tenen el seu origen en l'eugenèsia tradicional de principis del segle xx. L'objectiu de l'eugenèsia a Anglaterra de finals del segle xix era estimular la quarta part més intel·ligent de la població a la fertilitat i minvar el creixement demogràfic dels grups menys intel·ligents. Galton i els altres eugenèsics encara no proposaven mesures del tipus castració o eutanàsia típiques de l'Alemanya nazi, però sí lleis per prohibir matrimonis entre persones diferents classes d'intel·ligència. Aquesta última cosa també s'assembla al pensament de Sarrazin. La III conferència de Hartheim, al 2012, s'inspirava en les tesis de Sarrazin i el seu llibre, tenint com a tema l'explicació errònia de fenòmens socials mitjançant la biologia, així com la pregunta si aquesta "biologització" estava agafant força dins de la societat. Els resultats de la conferència van afirmar que la societat tornava a remuntar certs fenòmens a la biologia (concretament a la genètica); com ara l'estratificació social o la integració dels migrants. A Sarrazin també se li atribueix l'adherència al darwinisme social, amb els seus intents d'aplicar a l'ésser humà conceptes etològics que normalment es refereixen només a animals no humans.
El politòleg i expert en temes de pobresa Christoph Butterwegge és un de molts experts que han criticat Sarrazin, concretament en un assaig en el qual presenta com l'autor barreja el racisme biològic amb el racisme culturalista. Resulta en una mena de racisme dual o híbrid, de vegades contradictori. Gudrun Hentges també categoritza Sarrazin com a racista, incloent-lo en una obra seva sobre el racisme dels elits alemanys actuals. Hentges també ha examinat com Sarrazin era un exemple dels freqüents vincles ideològics entre diversos tipus de discriminació i desigualtats, ja que ell expressa pensaments tant racistes com sexistes, nacionalistes i classistes.

### Europa braucht den Euro nicht (Europa no necessita l'euro)

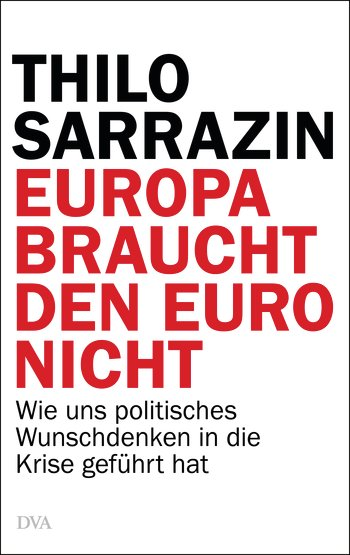
Primera edició dEuropa braucht den Euro nicht

Un llibre seu que va ser en comparació més positivament rebut és Europa braucht den Euro nicht (Europa no necessita l'euro), del 2012. En aquest llibre Sarrazin expressa la seva opinió que l’única opció per a Europa a llarg termini és romanent un continent format per estats nació que només realment s'uneix quan convé i que en tots els altres casos té cura dels marges d'acció dels estats membres. En aquest context, a ell l'euro li sembla forçat i superflu. Causa, segons ell, que una crisi originalment pròpia del sistema monetari prengui més i més un caràcter de crisi política.
Europa braucht den Euro nicht tampoc no s'ha salvat de crítiques. L'aleshores ministre de finances Wolfgang Schäuble va classificar com a "absurd" l'opinió recurrent de Sarrazin que a Alemanya hi havia una mena de prohibició de pensar o de parlar sobre certs temes. Altres crítiques arran de les tesis del llibre van ser expressades per part d'alguns polítics del SPD i dels Verds. Van acusar Sarrazin d'ignorància cap a la història, de nacionalisme, reaccionisme i de "xovinisme monetari" que enyora massa el marc alemany.
Per altra banda, l'autor i periodista Henryk M. Broder va comentar a Die Welt que les tesis de Sarrazin es condemnaven massa, de vegades (segons Broder) sense que els crítics haguessin llegit els llibres de Sarrazin. Broder va dir que potser Sarrazin de vegades deia ximpleses i que no estava prohibit criticar-lo, però que els seus crítics eren "totalitaris".
El professor d'Economia Stefan Homburg va presentar el llibre, qualificant-lo positivament d'educatiu i ric en fets informatius sobre l'euro, sense tesis "arriscades".
Philip Plickert, periodista del diari taz, també va escriure una crítica positiva del llibre. Va dir que Sarrazin escrivia amb més seny que molts dels seus crítics; a més, va opinar que les anàlisis econòmiques tenien bons fonaments i arguments, basant-se sempre en fets reals. Segons Plickert, el punt de vista de Sarrazin quant a temes econòmics no es mereix crítiques "histèriques" i boicots.

### Der neue Tugendterror
En el 2014, va publicar un altre llibre sota el títol Der neue Tugendterror. Über die Grenzen der Meinungsfreiheit in Deutschland (el nou terror de la virtut. Sobre els límits de la llibertat d'expressió a Alemanya). Va seguir amb les mateixes característiques ideològiques que havia expressat abans, criticant sobretot opinions en favor de la igualtat. Aquesta suposada "obsessió per la igualtat", segons Sarrazin, restringeix la llibertat d'expressió. En aquest context, per exemple, critica el matrimoni homosexual. Diu en el llibre, fins i tot, que les ideologies de la igualtat condueixen finalment a moviments violents i autoritaris com la Revolució Francesa o l'estalinisme. Sarrazin pensa que els mitjans de comunicació actuals solen parlar des d'una perspectiva d'esquerres que no correspon als pensaments de la majoria de la població. Els mitjans se serveixen, segons ell, d'un excés de correcció política, una mena de decadència lingüística que pot afectar el pensament, cosa que al final compara amb la trama de la novel·la 1984.

### Feindliche Übernahme
El seu següent llibre Feindliche Übernahme: Wie der Islam den Fortschritt behindert und die Gesellschaft bedroht (Assumpció hòstil: com l'islam impedeix el progrés i amenaça la societat) es va publicar en el 2018. A la setmana 37 del mateix any, el llibre va arribar al número 1 de la llista de bestsellers de l'Spiegel. Amb motiu de la publicació del llibre, el periodista de l'Stern Arno Luik, va preguntar a Sarrazin si opinava que els refugiats nàufrags s’haurien d’ofegar al Mediterrani. Sarrazin hi va respondre que la vertadera causa dels morts al Mediterrani era l'atractivitat d'Europa, o Alemanya en específic, per a les persones refugiades. Va afegir que Angela Merkel també n'era responsable perquè havia augmentat aquesta atractivitat, cosa que suposadament havia resultat en un número més elevat de nàufrags. Segons Sarrazin, ningú no fugiria en direcció a Europa si els refugiats sapiguessin que no es poden aprofitar d'Europa. Si això fos el cas, diu ell, tampoc no hi hauria més morts.